# Johannes Trahn
Johannes Detlef Trahn (* 17. April 1930 in Struxdorf; † 16. März 2015 in Flensburg) war ein deutscher Kommunalpolitiker der CDU. Er war von 1974 bis 2003 Bürgermeister der Gemeinde Struxdorf und von 1978 bis 2003 Amtsvorsteher des Amtes Böklund.

## Leben
Johannes Trahn wurde als erstes Kind des Tischlermeisters Johannes Heinrich Trahn und dessen Frau Bertha Trahn, geborene Hansen, in Struxdorf geboren. Im Alter von 23 Jahren übernahm er 1953 nach dem Tod seines Vaters dessen Tischlerei. 1962 wurde er in den Gemeindeausschuss von Struxdorf, der flächengrößten Gemeinde des Amtes, gewählt. 1974 gründete er den CDU-Ortsverein und wurde 1974 zum Bürgermeister der Gemeinde gewählt. Diesen Posten behielt er 29 Jahre lang inne. 1977 gründete Trahn den Wasserbeschaffungsverband Südangeln und leitete diesen fortan. Im Jahr darauf wurde er Amtsvorsteher des Amtes Böklund (heute: Amt Südangeln). In seine Amtszeiten fielen die Schaffung einer zentralen Wasserversorgung, Gründung des Kindergartens Struxdorfs und die Flurbereinigung mit dessen Konsequenzen für die Bevölkerung. Im Zuge der Kommunalwahlen 2003 trat er nicht erneut zur Wahl an. Die kirchenpolitischen Ämter führte er noch bis 2007 fort.
Er starb an Herzversagen am 16. März 2015 im Alter von 84 Jahren.

## Auszeichnungen und Ehrungen
- Verdienstmedaille des Verdienstordens der Bundesrepublik Deutschland[5]
- Träger der Freiherr-vom-Stein-Verdienstnadel[5]
- 2004: Ansgarkreuz für besonderen Einsatz im kirchlichen Bereich[6]
- Ehrenmedaille der Handwerkskammer Flensburg
- 2003: Ehrenbürgermeister der Gemeinde Struxdorf
- 2003: Ehrenamtsvorsteher des Amts Südangeln[5]
- Ehrenbrandmeister der Freiwilligen Feuerwehr Struxdorf